# Ким Ян Хван
Ким Ян Хван, другой вариант — Ким Ян-Хван (1884 год, Посьетский участок, Южно-Уссурийский уезд, Приморская область, Приамурский край, Российская империя — 1953 год, колхоз имени Энгельса, Нижне-Чирчикский район, Ташкентская область, Узбекская ССР) — звеньевой колхоза имени Энгельса Нижне-Чирчикского района Ташкентской области, Узбекская ССР. Герой Социалистического Труда (1951).

## Биография
Родился в 1884 году в крестьянской семье в одном из сельских населённых пунктов Южно-Уссурийского уезда.
В 1937 году депортирован на спецпоселение в Ташкентскую область Узбекской ССР.
Трудился рядовым колхозником, звеньевым полеводческого звена в колхозе имени Энгельса Нижне-Чирчикского района.
В 1950 году звено Ким Ян Хвана получило в среднем с каждого гектара по 99 центнера зеленцового стебля кенафа на участке площадью 4 гектара. Указом Президиума Верховного Совета СССР от 17 июля 1951 года удостоен звания Героя Социалистического Труда «за получение в 1950 году высоких урожаев зеленцового стебля кенафа на поливных землях при выполнении колхозом обязательных поставок и контрактации по всем видам сельскохозяйственной продукции, натуроплаты за работу МТС и обеспеченности семенами всех культур в размере полной потребности для весеннего сева 1951 года» с вручением ордена Ленина и золотой медали «Серп и Молот».
Трудился в колхозе имени Энгельса до своей кончины в 1953 году. Похоронен в этом же колхозе на местном кладбище.